# Melolontha melolontha
Melolontha melolontha, conegut com popularment com a escarabat de maig, escarabat de Sant Joan o escarabat ratllat, és una espècie de coleòpter polífag pertanyent a la família Scarabaeidae. És originària d'Europa i pertany al gènere Melolontha, que inclou altres espècies similars com Melolontha hippocastani. Viu en zones de plana a baixa altitud, essent rar a la muntanya. Prefereix hàbitats com a zones boscoses, camps i horts.
L'escarabat de Sant Joan es desenvolupa mitjançant metamorfosi, en la qual passa per les etapes d'ou, larva, pupa i adult.
El comportament d'aparellament és controlat per feromones. Els mascles solen formar eixams durant la temporada de reproducció, mentre que les femelles romanen quietes i s'alimenten de fulles. Les fulles alliberen compostos volàtils verds quan són consumides per les femelles, els quals poden ser detectats pels mascles, permetent-los així localitzar a la femella per a una oportunitat d'aparellament.
Les larves utilitzen tant els compostos volàtils emesos per les plantes com el diòxid de carboni (CO₂) per a localitzar les arrels, que constitueixen la seva principal font d'aliment.
Aquesta espècie constitueix una font d'aliment important i nutritiva per a moltes altres espècies. Tant els adults com les larves s'alimenten de plantes i són considerats plagues agrícoles, especialment en cultius com a gramínies i arbres fruiters. Els adults poden tenir efectes perjudicials per als cultius quan s'agrupen en grans quantitats. Les larves poden causar danys severs i fins i tot matar la planta en rosegar les seves arrels.

## Distribució geogràfica

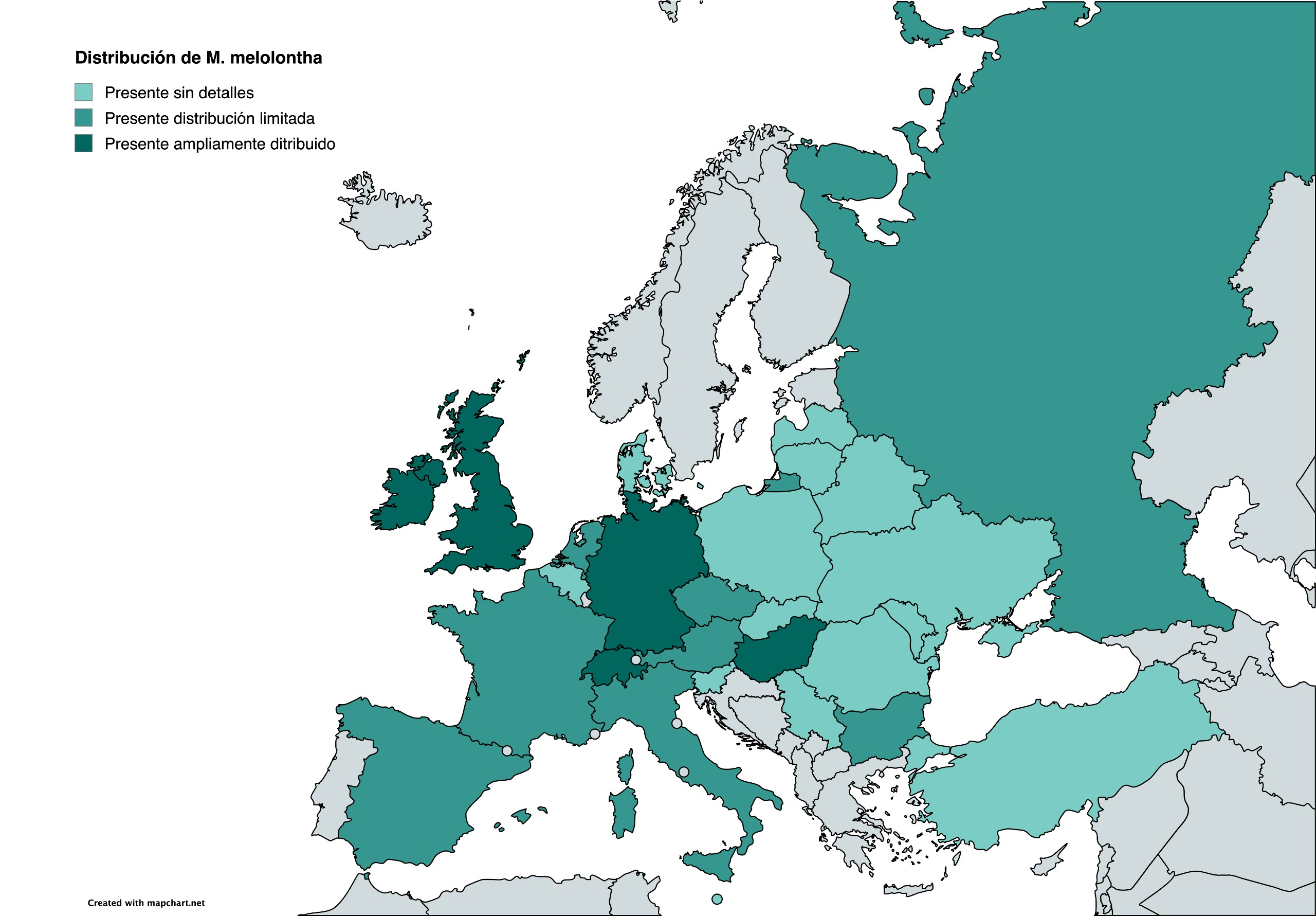
Distribució de Melolontha melolontha. Elaboració pròpia. Dades extretes d'.

Melolontha melolontha està àmpliament distribuïda per Europa, on constitueix una de les espècies d'escarabat més comuns en moltes regions temperades. Les seves poblacions són especialment abundants en països d'Europa central i occidental com Alemanya, França, el Regne Unit, Hongria i Suïssa, on les condicions climàtiques i edàfiques —especialment la presència de sòls lleugers i ben airejats— afavoreixen el desenvolupament de les larves subterrànies.
En altres regions europees, com Espanya, Àustria, Itàlia i els Països Baixos, la seva presència és més limitada , possiblement a causa de factors com la mena de sòl, el clima mediterrani o la pressió agrícola. Malgrat aquestes diferències regionals, l'espècie està present en gran part del continent europeu. Fora d'Europa, també s'han documentat poblacions en algunes zones d'Àsia, incloent Turquia i la regió del Caucas.

## Descripció

### Adults

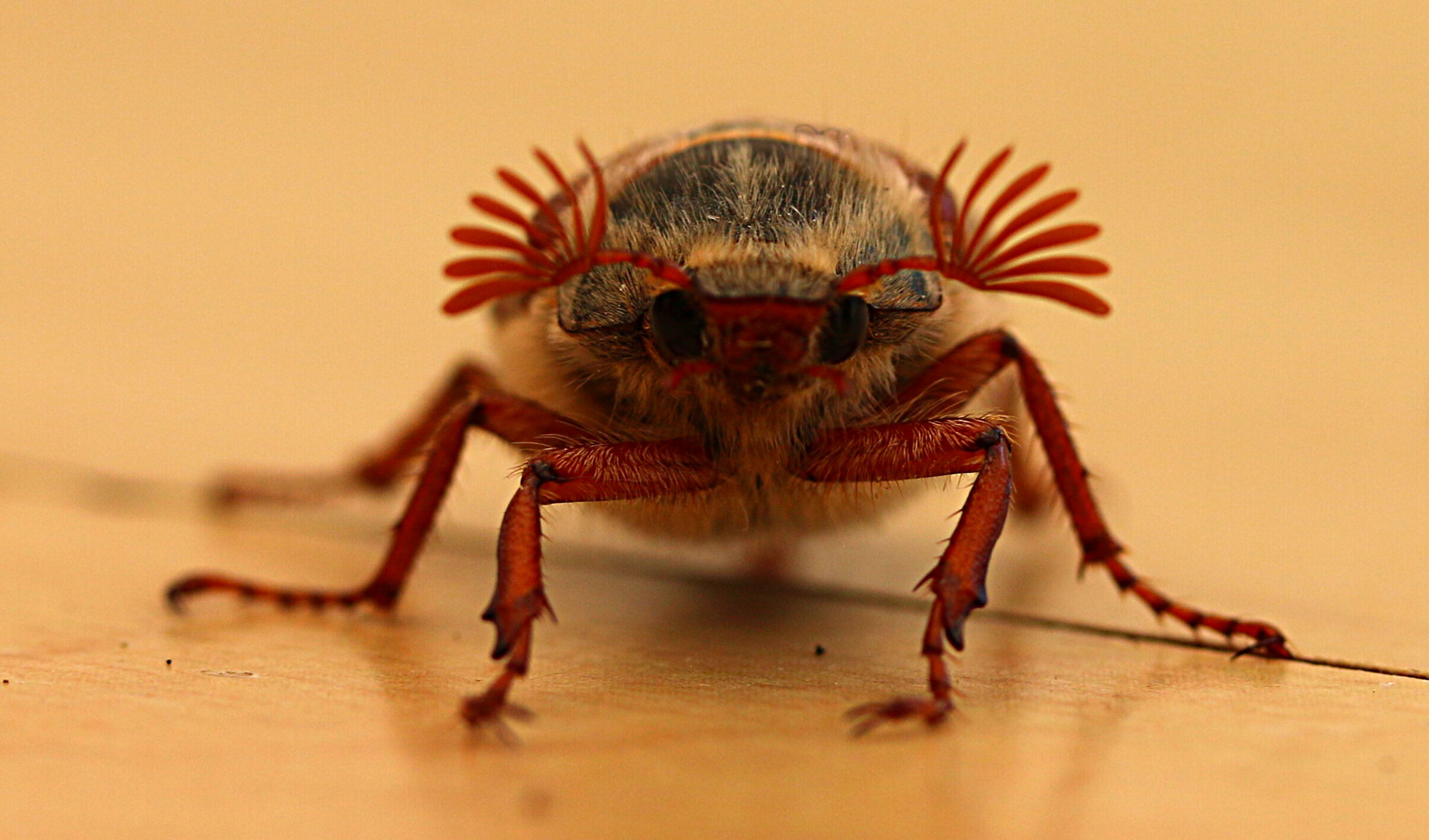
Mascle adult de Melolontha melolontha amb antenes formades per set làmines, distintives del seu sexe.

Els adults de Melolontha melolontha mesuren entre 25 i 30 mm de longitud. Presenten un pronoto negre cobert de vellositats curtes, la qual cosa els distingeix de M. hippocastani, que té pronoto marró. El seu cos posseeix èlitres marrons duros i un tòrax negre, mentre que l'abdomen és negre amb els laterals parcialment blancs.
El cap de tots dos sexes és fosca i compta amb antenes formades per deu segments. No obstant això, els mascles presenten antenes amb set làmines, mentre que les femelles posseeixen antenes amb sis. Aquesta diferència en la morfologia antenal va relacionada amb la detecció de feromones durant l'aparellament.

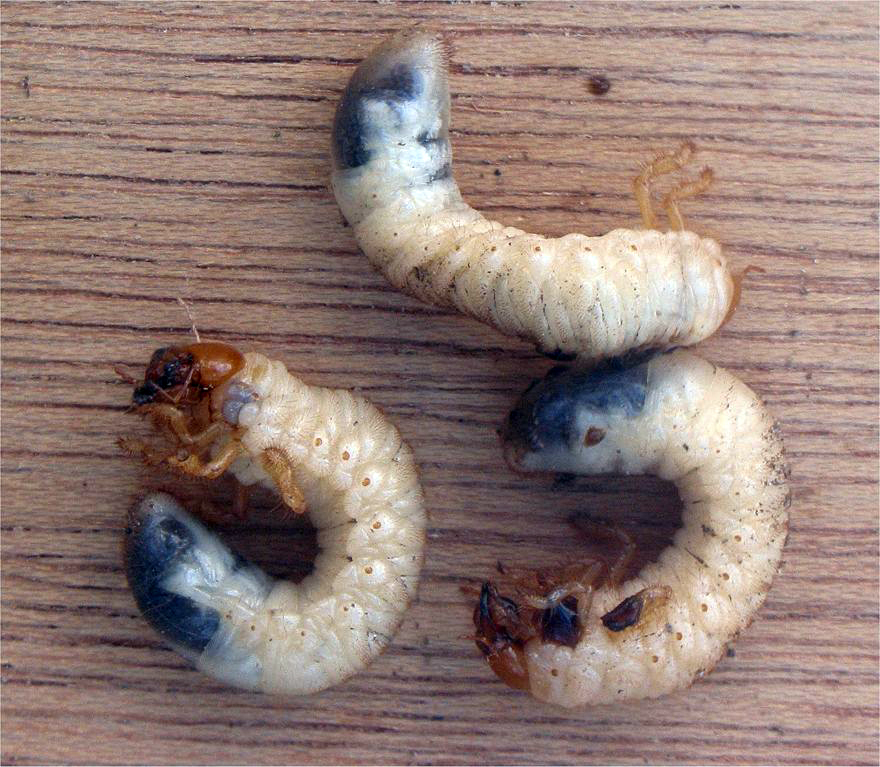
Larva de Melolontha melolontha.

Les larves de Melolontha melolontha són fàcilment recognoscibles pel seu característic color blanc, la seva forma arquejada en "C" i per presentar un cap taronja ben diferenciada, equipada amb mandíbules robustes adaptades per a alimentar-se d'arrels subterrànies. Aquestes larves travessen tres estadis larvals, augmentant progressivament de grandària. El cicle complet de metamorfosi és llarg i pot durar de tres a quatre anys, depenent de les condicions ambientals com la temperatura i la disponibilitat d'aliment. En aconseguir el seu màxim desenvolupament, les larves mesuren entre 40 i 46 mil·límetres de longitud. En algunes regions més fredes d'Europa de l'Est, on el clima alenteix el seu creixement, les larves poden necessitar fins a quatre anys per a completar el seu desenvolupament abans de pupar i emergir com a adults

## Biologia i comportament

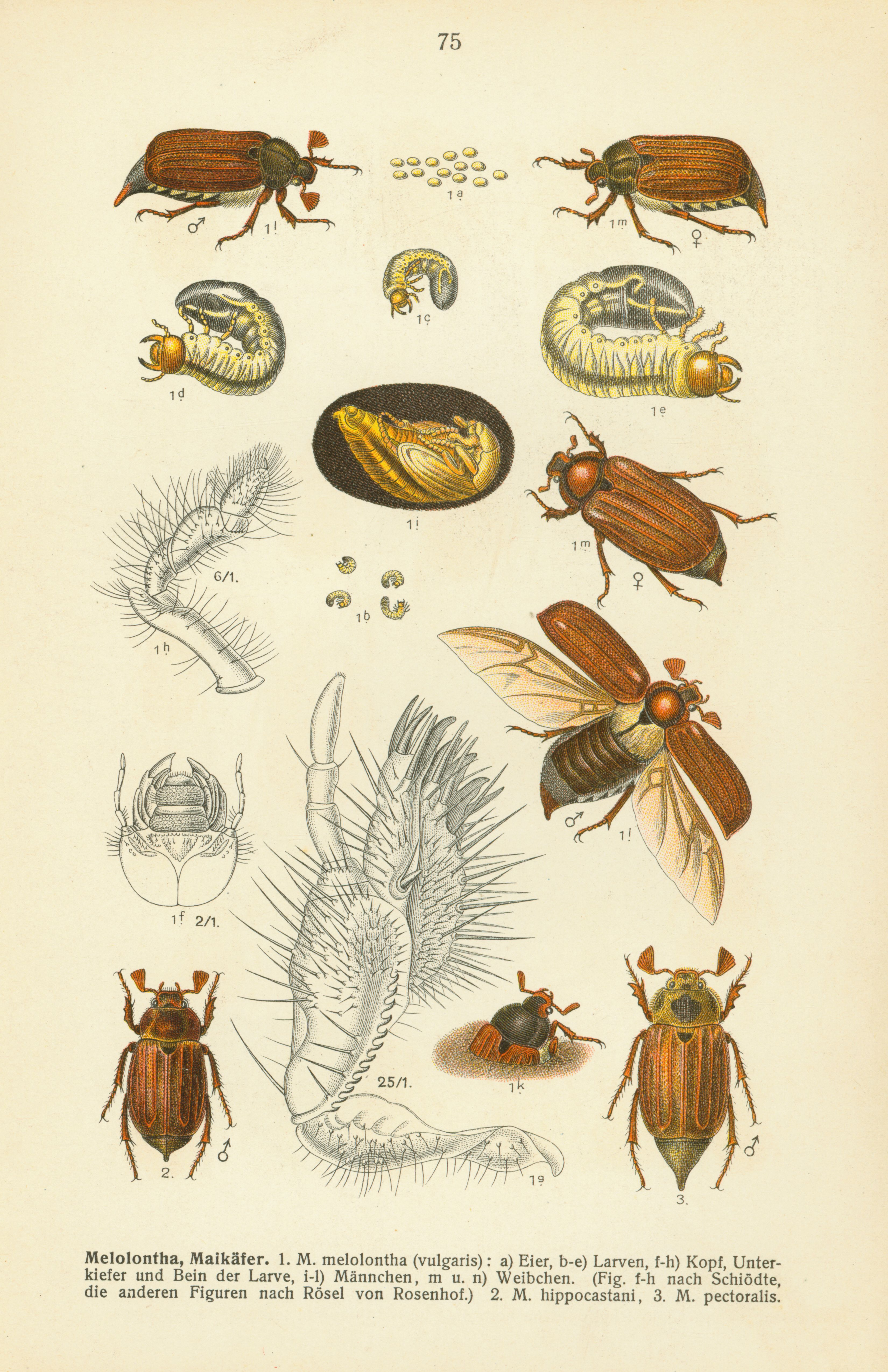
Cicle vital de Melolontha melolontha. 1 M. melolontha: a) Ous, b-e) Larves, f-h) Cap, mandíbula i pota de la larva, i-l) Mascles, m i n) Femelles. 2 M. hippocastani, 3 M. pectoralis.

Els adults de Melolontha melolontha emergeixen a la fi d'abril o durant maig, amb una vida mitjana de cinc a set setmanes. Aproximadament dues setmanes després de la seva aparició, les femelles comencen a pondre, enterrant-los a profunditats d'entre 10 i 20 centímetres en el sòl. Cada femella pot realitzar diverses posades, aconseguint un total d'entre 60 i 80 ous, generalment en terrenys oberts com en camps de conreus.
Les larves desclouen entre quatre i sis setmanes després de la posada. Des del seu naixement, s'alimenten d'arrels de diverses plantes, incloent cultius com la patata. El desenvolupament larval ocorre sota terra i s'estén per un període de tres a quatre anys, podent prolongar-se fins a cinc anys en regions de clima fred. Durant aquest temps, les larves aconsegueixen una grandària final de 4 a 5 centímetres. A la tardor, les larves es transformen en pupes, completant la seva metamorfosi en aproximadament sis setmanes.
Els adults recentment formats romanen enterrats durant l'hivern, a profunditats d'entre 20 i 100 centímetres, i emergeixen a la primavera. A causa de la durada del desenvolupament larval, les poblacions de M. melolontha presenten cicles d'aparició de tres o quatre anys, encara que aquest patró varia segons la regió. A més, s'ha observat un cicle de major escala, d'aproximadament 30 anys, en el qual les poblacions aconsegueixen densitats excepcionalment altes, amb desenes de milers d'individus.

### Alimentació
Els adults de Melolontha melolontha s'alimenten principalment de fulles d'arbres de fulla caduca i de fruiteres, mostrant preferència per espècies com el roure, l'auró, el castanyer dolç, l'hi hagi, la prunera i la noguera. Aquesta dieta foliar pot provocar danys  en els arbres, especialment quan les poblacions adultes són abundants.
Les larves, per part seva, tenen un impacte encara més sever en els cultius. S'alimenten de les arrels fines de diverses plantes de camp, incloent cereals, gramínies, arbres joves, remolatxa i altres cultius d'arrel. La seva activitat pot ser extremadament destructiva, ja que les larves són capaces de rosegar fins a 30 centímetres d'arrel per dia, la qual cosa compromet seriosament la vitalitat de la planta i pot portar-la a la mort en poc temps.

### Comportament d'aparellament

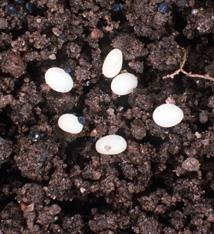
Posada d'ous de Coleoptera.

Quan les temperatures es tornen favorables, entre abril i maig, els mascles de Melolontha melolontha emergeixen del sòl. En aquesta etapa s'observa dimorfisme sexual en el seu comportament: els mascles formen eixams al capvespre i es congreguen al voltant de grups d'arbres, particularment en les vores dels boscos. Mentre que, les femelles romanen en les branques alimentant-se de fulles fins a aconseguir la maduresa sexual.
Els mascles sobrevolen les copes dels arbres a la recerca de femelles amb les quals apariar-se. Aquest comportament d'eixam sol durar diverses hores cada dia i es manté durant un període de 10 a 20 dies En general, els eixams no provoquen danys severs als arbres, encara que poden afectar la producció en arbres fruiters.
Després d'aconseguir la maduresa i apariar-se, les femelles es traslladen a camps oberts per a dipositar els seus ous en el sòl. Aquest desplaçament és riesgoso, i només aproximadament un terç de les femelles aconsegueix sobreviure per a tornar i realitzar una segona, i fins i tot a vegades una tercera, posada d'ous.
La localització de les femelles per part dels mascles està mediada per compostos volàtils de fulles verdes (GLVs), que són una sèrie d'aldehids, alcohols i èsters de sis carbonis alliberats per les plantes vasculars en resposta al mal. Aquests compostos actuen com a senyals que permeten als mascles identificar les fulles que estan sent consumides per les femelles. A més, els mascles presenten una major sensibilitat a concentracions baixes de GLVs, probablement a causa de diferències anatòmiques en les seves antenes respecte a les femelles.

### Comportament com a plaga
Encara que els adults de Melolontha melolontha poden ocasionar danys en arbres fruiters, les larves són considerades les principals responsables de l'impacte agrícola. Després de l'eclosió, que ocorre entre quatre i sis setmanes després de la posada, les larves comencen a alimentar-se immediatament de petites arrels. Aquest comportament es manté al llarg de les seves tres etapes larvals, interromput únicament per la hibernació, durant la qual les larves s'enterren més profundament en el sòl.
En la seva primera fase de creixement, les larves localitzen les arrels guiant-se per l'alliberament de diòxid de carboni (CO₂) de les plantes, encara que els danys en aquesta etapa inicial solen ser perceptibles solo quan les poblacions aconsegueixen densitats molt elevades. És durant la segona etapa quan el mal es torna més sever, afectant cultius com a gramínies, cereals i diversos cultius agrícoles. En la tercera etapa, encara que la intensitat dels danys disminueix lleugerament, les larves continuen afectant de manera significativa les plantacions Els majors danys es registren de maig a setembre, els més greus sobre plantes joves.
Les larves compten amb òrgans sensorials especialitzats, com les seves antenes, que els permeten detectar senyals químics com a CO₂ i compostos volàtils alliberats per les plantes. A més, s'ha observat que empenyen els seus caps contra les parets de les seves galeries i utilitzen estructures similars a sensilas en les seves antenes per a explorar i "assaborir" el sòl, perfeccionant la seva capacitat per a trobar aliment sota terra.

## Mètodes de control

### Edat mitjana

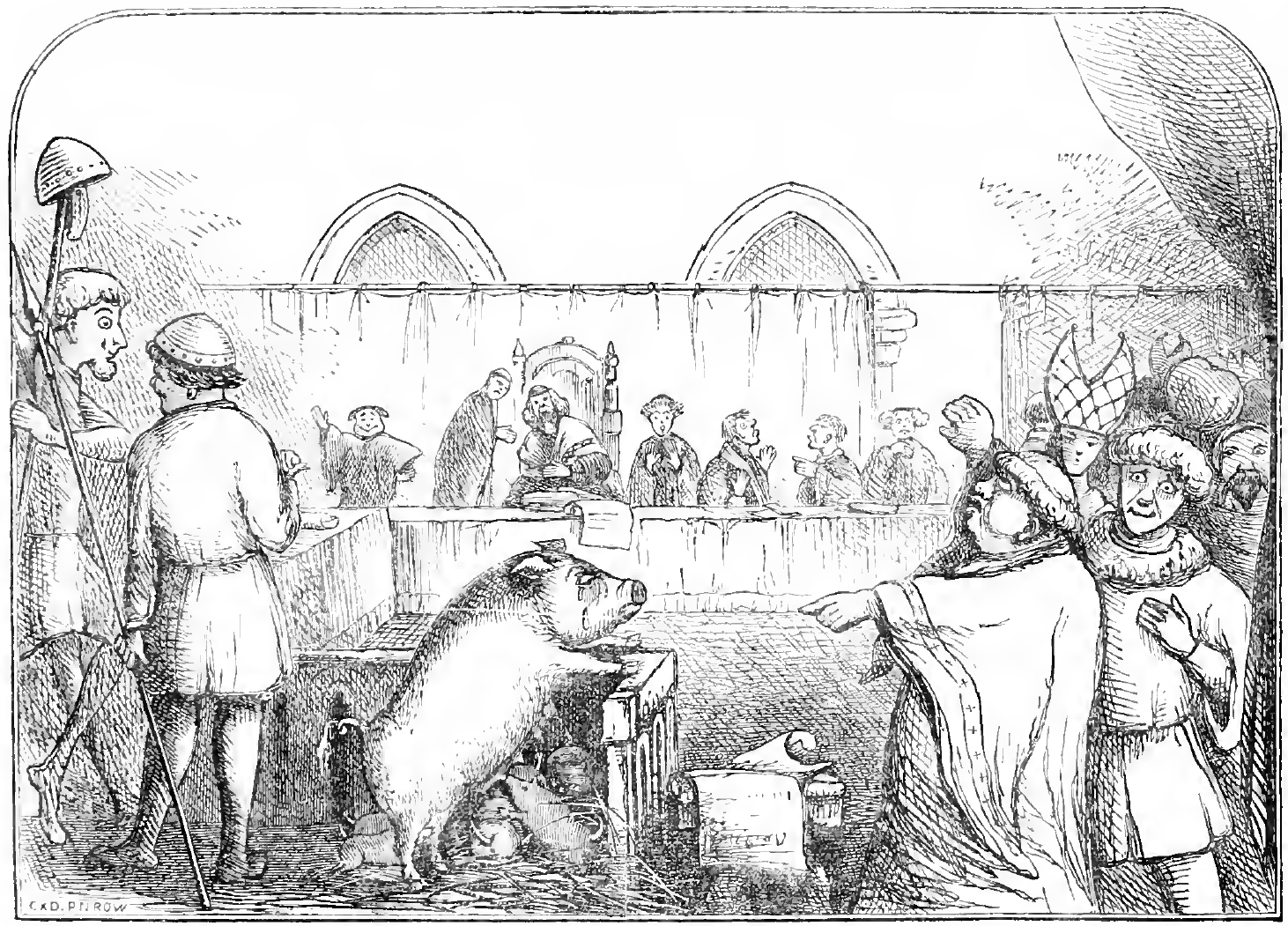
Il·lustració del Llibre dels Dies de Chambers que representa a una truja i els seus garrins sent jutjats per l'assassinat d'un nen. El judici hauria tingut lloc en 1457, sent la mare declarada culpable i els garrins absolts.

En l'Edat mitjana no existien mètodes efectius de control de plagues. En 1320, els escarabats de sanjuan van ser portats a judici a Avinyó i condemnats a retirar-se en tres dies, sent després exterminats per incomplir. Aquest tipus de judicis era comú per a animals en aquesta època.

### Segle XIX
Larves i adults de M. melolontha causaven grans danys agrícoles i forestals. S'intentava controlar el seu número recol·lectant i matant adults, encara que amb èxit limitat; en 1911 es van recol·lectar més de 20 milions en 18 km². A vegades es consumien com a aliment: existien receptes de sopa de M. melolontha a França, i a Alemanya es menjaven coberts de sucre. Les larves també podien fregir-se després de ser purgades en vinagre. A Suècia, es creia que el color de les larves predeia la severitat de l'hivern, cridant-les Bemärkelse-mask.

### Temps moderns
Amb la modernització agrícola i els pesticides químics en el segle xx , les poblacions de M. melolontha van disminuir gairebé fins a l'extinció en algunes zones. No obstant això, des dels anys 1970, l'ús reduït de pesticides ha permès que ressorgeixin, afectant més de 1.000 km² a Europa. El control aeri està prohibit per normatives europees. Mètodes actuals inclouen paranys de llum, agitació d'arbres, ús de azadiractina (encara que limitada per la seva baixa persistència), conreu del sòl, precultivos com el fajol i tècniques amb feromones sexuals per a atrapar i controlar la reproducció, amb baix risc de generar resistència
Altres mètodes inclouen l'aplicació de nemátodos entomopatógenos que infecten a les larves. i la rotació de cultius amb plantes com el blat negre que inhibeix el desenvolupament larval

#### Entomopatògens

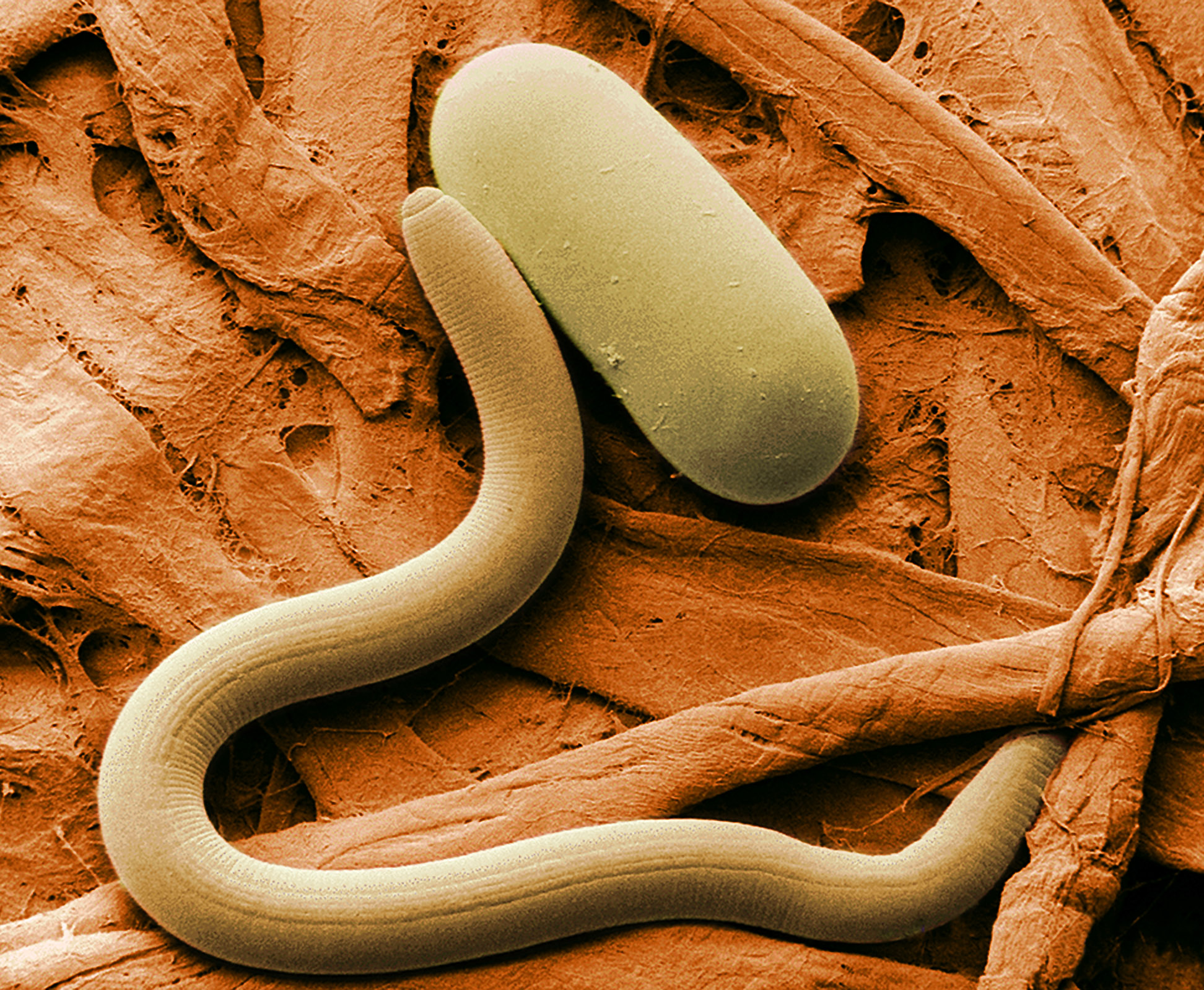
Nemàtode

Els entomopatògens, organismes que causen malalties en insectes, són una àrea activa de recerca per a controlar poblacions de larves de Melolontha melolontha. S'estudien fongs com Beauveria brongniartii, eficaç en espècies de Melolontha, i B. bassiana, reeixit en altres plagues agrícoles, encara que encara existeixen desafiaments en la seva aplicació en camp Els nemátodos entomopatógenos han mostrat bons resultats, especialment en larves de primers estadis També s'investiga l'ús de bacteris entomopatógenas dels gèneres Steinernema i Heterorhabditis, però la seva aplicació en camp és complexa. Aquests bacteris col·laboren amb nematodes en estratègies de control. Els resultats limitats han motivat estudis sobre els enzims intestinals i microbioma de M. melolontha, que podrien actuar com a defensa contra aquests organismes.

## Depredadors i paràsits

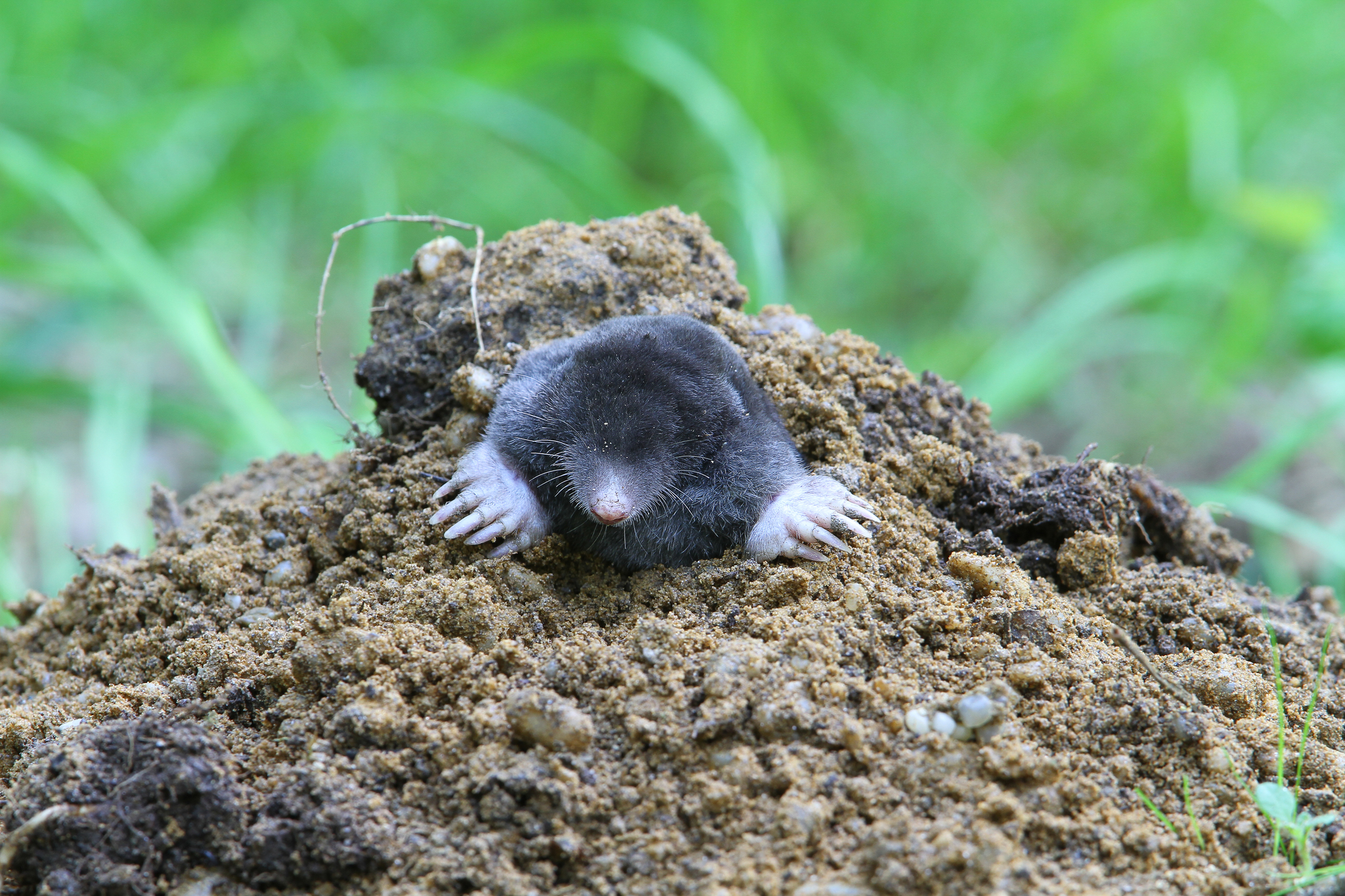
Talpa europaea

El talp europeu (Talpa europaea) és un dels principals depredadors naturals de Melolontha melolontha. Aquests mamífers insectívors localitzen les larves sota terra gràcies al seu agut sentit de l'olfacte i la seva habilitat especialitzada per a excavar. La predació per part dels talps contribueix de manera significativa al control natural de les poblacions d'aquests escarabats en les àrees on tots dos coexisteixen.
Entre altres enemics naturals, els adults i larves de M. melolontha són presa d'escarabats carábidos i formigues. A més, ocells com a corbs i gavines també s'alimenten de les larves, especialment en camps recentment llaurats on són més accessibles.
Quant als paràsits, la mosca Dexia rustica exerceix un paper destacat. Aquesta espècie diposita els seus ous en el sòl, i en fer eclosió, les larves busquen allotjar-se en les larves de M. melolontha durant l'hivern. La parasitación sol ser letal per a l'escarabat hoste a la primavera. Cada larva d'escarabat pot albergar entre un i sis individus d'aquesta mosca paràsita.

## Components intestinals i microbioma
Les larves de Melolontha melolontha usen els seus enzims digestius i microbiota per a aprofitar nínxols ecològics únics, com a arrels i matèria orgànica en descomposició. El seu intestí té dos compartiments principals: un intestí mig tubular que secreta enzims hidrolítics per a descompondre macromolècules, i un intestí posterior bulbós per a fermentació. La diversitat bacteriana intestinal és alta i reflecteix la varietat de la seva dieta.
En l'intestí mitjà, la glucosa es descompon i absorbeix. A més, enzims proteolítics ajuden a la resistència contra toxines bacterianes, inactivant-les; entre elles, es destaquen els enzims tipus tripsina.
L'intestí posterior alberga bacteris que fermenten residus com la cel·lulosa, produint acetat, la qual cosa suggereix una microbiota homoacetogénica. També és abundant Desulfovibrio, indicant un rol en la reducció de sulfat, encara que l'origen del sulfat en la dieta és desconegut
Recerques sobre el microbioma de M. melolontha busquen millorar el control biològic amb nematodes, que transporten bacteris com Xenorhabdus nematophila. Aquests bacteris alliberen enzims lítics per a reduir la microbiota nativa i afavorir al nematode. No obstant això, bacteris de l'intestí mitjà com Pseudomonas chlororaphis poden actuar com a antagonistes d'aquests bacteris entomopatógenas, sent més comuns en l'última fase larval

## Usos deMelolontha melolontha

### Usos històrics

#### Ús medicinal tradicional
Antigament a Europa es va emprar aquest escarabat amb finalitats terapèutics. En la medicina popular, s'extreia oli de les larves de Melolontha per a aplicar-ho sobre arraps, ferides i tractar malalties com el reumatisme. Així mateix, s'utilitzaven els adults macerados en vi com a remei contra l'anèmia.

#### Ús alimentari

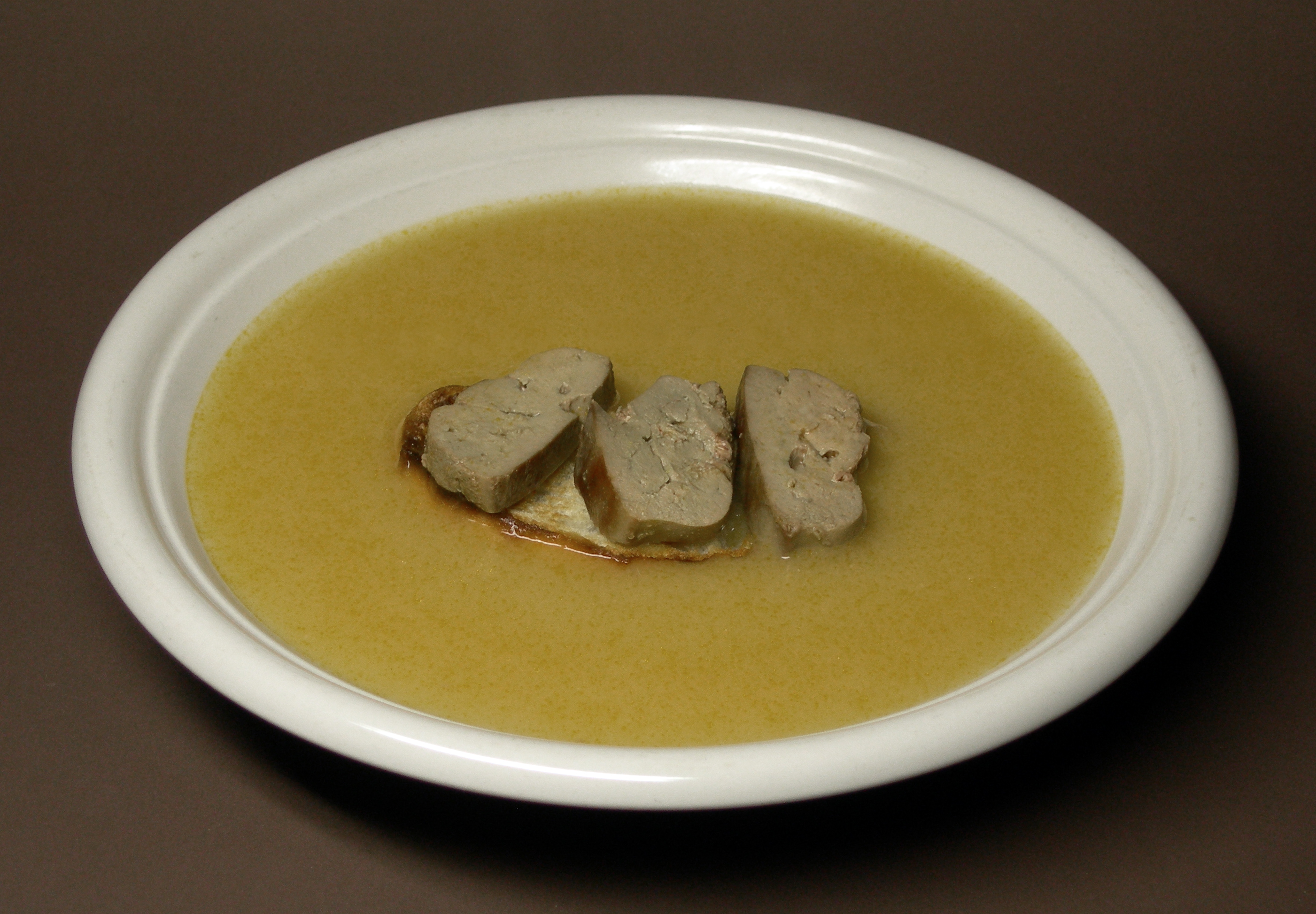
Sopa de Melolontha melolontha.

A causa de la seva abundància estacional, l'escarabat M. melolontha també va s'ha consumit com a aliment. En el segle xix i al començament del segle xx eren comunes receptes de sopa d'escarabat de Sant Joan, en què es torraven els adults (després de llevar-los les ales i potes) i es cuinaven en brou, a vegades amb fetge, servides amb herbes. Igualment, existeixen reports d'escarabats confitats en sucre consumits per estudiants a l'Alemanya de la dècada de 1920. Fins i tot les seves larves blanques van arribar a fregir-se o rostir-se després de deixar-les en vinagre per a purgar-les, aprofitant-se com a font de proteïna en temps de plagues abundants.

### Usos actuals
En l'actualitat Melolontha melolontha ha perdut aquests usos tradicionals i no té un rol reconegut en medicina o alimentació. Per contra, sol considerar-se una espècie perjudicial per les seves larves devoradores d'arrels i adults defoliadores.